# Waveland (Mississippi)
Waveland ist eine Stadt in Hancock County, Mississippi am Golf von Mexiko in der Mississippi Metropolregion Gulfport-Biloxi. Das U.S. Census Bureau hat bei der Volkszählung 2020 eine Einwohnerzahl von 7210 ermittelt. 
Waveland hat eine Größe von 17,6 Quadratkilometern und hatte vor dem Hurrikan Katrina 6674 Einwohnern in 2731 Haushalten (laut Zählung im Jahr 2000). Die 3442 Häuser der Stadt wurde durch den Hurrikan Katrina am 29. August 2005 vollständig zerstört, nach offiziellen Angaben ertranken etwa 50 Einwohner. Bereits 36 Jahre früher, im Jahr 1969, war Waveland durch den Hurrikan Camille schwer beschädigt worden. 
Die Stadt befindet sich im Wiederaufbau. Das Silver Slipper Casino mit drei Edelrestaurants und einem Schnellimbiss wurde in Nachfolge des von dem Hurrikan Katrina zerstörten Bayou Caddy's Jubliee Casino am 9. November 2006 an der Küstenstraße von Waveland eröffnet.

## Geschichte
Waveland war im 19. Jahrhundert ein Piratenstützpunkt. Im Jahr 1802 baute ein in New Orleans ansässiger Kaufmann, der ein Führer der Goldküstenpiraten und ein Geschäftsfreund von Jean Laffite gewesen ist, das Pirate's House, das bis zum Hurrikan Katrina bestand. Angeblich führte vom Haus aus ein unterirdischer Gang zum Meeresufer, und im Haus soll ein Versteck für verfolgte Piraten gewesen sein.

## Söhne und Töchter der Stadt
- Johnny Dodds (* 12. April 1892 in Waveland; † 8. August 1940 in Chicago) war ein Jazz-Klarinettist des New-Orleans-Stils.

## Waveland und der Tourismus
In der Nähe von Waveland liegt der Buccaneer State Park. 

## Hurrikan Katrina
Der Hurrikan Katrina hatte am 29. August 2005 eine Windgeschwindigkeit von 217 km/h und verursachte eine bis zu 6,70 Meter hohe Flutwelle, die Waveland überflutete und vollkommen zerstörte. Die Hurrikan-Winde wüteten 17 Stunden, und die Flutwelle erreichte + 0,3 – 7 m Höhe. Alle 3.442 Gebäude wurden zerfetzt.
Zuvor war die Stadt evakuiert worden. Einwohner, die sich nicht evakuieren ließen, sind durch die Flutwelle in ihren eigenen Häusern ertrunken oder mit den Trümmern ihres Hauses von der Flutwelle fortgetragen worden.